# バレンティン・カステジャーノス
バレンティン・マリアーノ・ホセ・カステジャーノス・ヒメネス（スペイン語: Valentín Mariano José Castellanos Giménez、1998年10月3日 - ）は、アルゼンチン・メンドーサ出身のサッカー選手。SSラツィオ所属。アルゼンチン代表。ポジションはFW。

## クラブ歴
ウニベルシダ・デ・チレの下部組織出身。2017年4月6日にコパ・スダメリカーナ2017でトップチーム初出場するも、トップチームでの出場はこの試合のみであった。
2017年夏にCAトルケに移籍。2018年7月27日に同じシティ・フットボール・グループに属するメジャーリーグサッカーのニューヨーク・シティFCに半年の期限付き移籍。8月5日の試合で移籍後初出場初得点を記録。11月29日には完全移籍で買い取った。
2021シーズンは19ゴールでリーグ得点王に輝き、チームのMLSカップ優勝に貢献した。
2022年7月25日、ジローナFCへの1年間の期限付き移籍が発表された。加入後すぐにレギュラーに定着すると、4月25日に行われたレアル・マドリードとのリーグ戦では4得点を記録し、4-2で勝利に貢献した。
2023年7月21日、SSラツィオに移籍した。

## 代表歴
2019年10月にアルゼンチンU-23代表に招集。2020年東京オリンピックのサッカー競技・南米予選では6試合に出場した。

## タイトル

### クラブ
ニューヨーク・シティFC
- MLSカップ: 2021

### 代表
U-23アルゼンチン代表
- CONMEBOLプレオリンピック大会: 2020

### 個人
- NYCFC月間優秀選手賞: 8月 2021, 9月 2021
- MLS月間最優秀選手賞: 10月/11月 2020, 8月 2021
- MLS得点王: 2021
- MLSベストイレブン: 2021